# Fernando Vicente
Vicente  Fibla est un nom espagnol. Le premier nom de famille, en général paternel, est Vicente ; le second, en général maternel, souvent omis, est Fibla.
Fernando Vicente Fibla, né le 8 mars 1977 à Benicarló, est un joueur de tennis espagnol, professionnel de 1996 à 2010. Après sa carrière sportive, il est devenu entraîneur.
Adepte de la terre battue, il a remporté trois tournois ATP en simple et deux en double. Il a atteint la 29e place au classement de l'ATP le 12 juin 2000, peu après avoir disputé les huitièmes de finale des Internationaux de France, son meilleur résultat en Grand Chelem.
Il a un frère jumeau José Maria « Pepe », qui a atteint la 321e place mondiale en 1998 et un frère cadet, Ignacio, qui a été professionnel au milieu des années 2000.
Entre 2010 et 2014, il est l'entraîneur de Marcel Granollers et Marc López. Depuis 2016, il entraîne Andrey Rublev à la 4Slam Tennis Academy de Barcelone.

## Palmarès

### Titres en simple messieurs
| No | Date       | Nom et lieu du tournoi             | Catégorie   | Dotation  | Surface      | Finaliste          | Score          |          |
| -- | ---------- | ---------------------------------- | ----------- | --------- | ------------ | ------------------ | -------------- | -------- |
| 1  | 07-06-1999 | Merano Open, Merano                | Int' Series | 325 000 $ | Terre (ext.) | Hicham Arazi       | 6-2, 3-6, 7-6  | Parcours |
| 2  | 10-04-2000 | Grand-Prix Hassan II, Casablanca   | Int' Series | 325 000 $ | Terre (ext.) | Sébastien Grosjean | 6-4, 4-6, 7-63 | Parcours |
| 3  | 29-01-2001 | Cerveza Club Colombia Open, Bogota | Int' Series | 350 000 $ | Terre (ext.) | Juan Ignacio Chela | 6-4, 7-66      |          |

### Finales en simple messieurs
| No | Date       | Nom et lieu du tournoi                            | Catégorie   | Dotation  | Surface      | Vainqueur        | Score                |          |
| -- | ---------- | ------------------------------------------------- | ----------- | --------- | ------------ | ---------------- | -------------------- | -------- |
| 1  | 22-03-1999 | Grand-Prix Hassan II, Casablanca                  | Int' Series | 215 000 $ | Terre (ext.) | Alberto Martín   | 6-3, 6-4             | Parcours |
| 2  | 26-07-1999 | Generali Open, Kitzbühel                          | Series Gold | 500 000 $ | Terre (ext.) | Albert Costa     | 7-5, 6-2, 65-7, 7-64 | Parcours |
| 3  | 20-05-2002 | International Raiffeisen Grand Prix, Sankt Pölten | Int' Series | 356 000 $ | Terre (ext.) | Nicolás Lapentti | 7-5, 6-4             | Parcours |

### Titres en double messieurs
| No | Date       | Nom et lieu du tournoi          | Catégorie   | Dotation  | Surface      | Partenaire     | Finalistes                       | Score         |          |
| -- | ---------- | ------------------------------- | ----------- | --------- | ------------ | -------------- | -------------------------------- | ------------- | -------- |
| 1  | 15-05-2004 | Grand-Prix Hassan II Casablanca | Int' Series | 355 000 $ | Terre (ext.) | Enzo Artoni    | Yves Allegro Michael Kohlmann    | 3-6, 6-0, 6-4 | Parcours |
| 2  | 17-07-2006 | Dutch Open Tennis Amersfoort    | Int' Series | 355 000 $ | Terre (ext.) | Alberto Martín | Lucas Arnold Ker Christopher Kas | 6-4, 6-3      | Parcours |

### Finales en double messieurs
| No | Date       | Nom et lieu du tournoi                                 | Catégorie   | Dotation  | Surface      | Vainqueurs                     | Partenaire     | Score      |          |
| -- | ---------- | ------------------------------------------------------ | ----------- | --------- | ------------ | ------------------------------ | -------------- | ---------- | -------- |
| 1  | 01-05-2000 | Mallorca Open Palma de Majorque                        | Int' Series | 475 000 $ | Terre (ext.) | Michaël Llodra Diego Nargiso   | Alberto Martín | 7-62, 7-63 | Parcours |
| 2  | 23-04-2001 | Open Seat Godó Barcelone                               | Series Gold | 900 000 $ | Terre (ext.) | Donald Johnson Jared Palmer    | Tommy Robredo  | 7-62, 6-4  | Parcours |
| 3  | 15-07-2002 | Croatia Open Umag                                      | Int' Series | 356 000 $ | Terre (ext.) | František Čermák Julian Knowle | Albert Portas  | 6-4, 6-4   | Parcours |
| 4  | 24-02-2003 | Abierto Mexicano de Tenis Telefónica Movistar Acapulco | Series Gold | 665 000 $ | Terre (ext.) | Mark Knowles Daniel Nestor     | David Ferrer   | 6-3, 6-3   | Parcours |

## Résultats dans les tournois du Grand Chelem

### En simple
| Année | Open d'Australie | Open d'Australie  | Roland-Garros | Roland-Garros       | Wimbledon | Wimbledon           | US Open  | US Open           |
| ----- | ---------------- | ----------------- | ------------- | ------------------- | --------- | ------------------- | -------- | ----------------- |
| 1998  | -                | -                 | 2e tour       | Àlex Corretja       | -         | -                   | 2e tour  | Byron Black       |
| 1999  | 1er tour         | Karol Kučera      | 2e tour       | Àlex Corretja       | 2e tour   | Paul Haarhuis       | 2e tour  | Hicham Arazi      |
| 2000  | 3e tour          | Hicham Arazi      | 4e tour       | Ievgueni Kafelnikov | 1er tour  | Neville Godwin      | 1er tour | Tim Henman        |
| 2001  | 1er tour         | Harel Levy        | 1er tour      | Jens Knippschild    | 1er tour  | Jiří Novák          | 2e tour  | Carlos Moyà       |
| 2002  | 2e tour          | Younès El Aynaoui | 3e tour       | Mariano Zabaleta    | 1er tour  | Sargis Sargsian     | 3e tour  | Younès El Aynaoui |
| 2003  | 3e tour          | Andy Roddick      | 3e tour       | Félix Mantilla      | 1er tour  | Todd Martin         | 1er tour | Rafael Nadal      |
| 2004  | -                | -                 | 2e tour       | Carlos Moyà         | -         | -                   | -        | -                 |
| 2005  | -                | -                 | 3e tour       | Carlos Moyà         | -         | -                   | -        | -                 |
| 2006  | 1er tour         | Jan Hernych       | 1er tour      | Alexander Waske     | 1er tour  | Juan Carlos Ferrero | 1er tour | Marco Chiudinelli |
| 2007  | -                | -                 | 1er tour      | Marat Safin         | 1er tour  | Jonas Björkman      | -        | -                 |

À droite du résultat, l'ultime adversaire.

### En double
| Année | Open d'Australie         | Open d'Australie          | Roland-Garros           | Roland-Garros                  | Wimbledon                | Wimbledon                   | US Open               | US Open                        |
| ----- | ------------------------ | ------------------------- | ----------------------- | ------------------------------ | ------------------------ | --------------------------- | --------------------- | ------------------------------ |
| 2003  | 1er tour Albert Montañés | Nathan Healey Jordan Kerr | 1er tour Flavio Saretta | Julian Knowle Michael Kohlmann | 1er tour Feliciano López | Xavier Malisse Tom Vanhoudt | 1er tour David Ferrer | Wayne Black Kevin Ullyett      |
| 2004  | -                        | -                         | -                       | -                              | -                        | -                           | -                     | -                              |
| 2005  | -                        | -                         | -                       | -                              | -                        | -                           | -                     | -                              |
| 2006  | 2e tour David Ferrer     | Simon Aspelin Todd Perry  | 1er tour David Ferrer   | Julian Knowle Jürgen Melzer    | 1er tour Marcos Daniel   | Stephen Huss Wesley Moodie  | 2e tour David Ferrer  | Olivier Rochus Kristof Vliegen |

Sous le résultat, le partenaire ; à droite, l'ultime équipe adverse.